# 前372年
| 千纪： | 前1千纪 |
| 世纪： | 前5世纪 \| 前4世纪 \| 前3世纪 |
| 年代： | 前400年代 \| 前390年代 \| 前380年代 \| 前370年代 \| 前360年代 \| 前350年代 \| 前340年代                                                                                                |
| 年份： | 前377年 \| 前376年 \| 前375年 \| 前374年 \| 前373年 \| 前372年 \| 前371年 \| 前370年 \| 前369年 \| 前368年 \| 前367年                                                                  |
| 纪年： | 周烈王四年 魯共公十一年 田齊桓公三年 晉孝公十七年 趙成侯三年 魏武侯二十四年 韓共侯二年 秦獻公十三年 楚肅王九年 宋桓公 (戰國時期)元年 衛聲公元年 燕後桓公元年 越王無余元年 中山桓公九年 |

## 大事记
- 趙国伐衛国，取都鄙（乡邑）七十三。
- 魏国敗趙国於北藺。
- 衛国攻打齐国，夺得薛陵。
- 伊利斯的特洛伊罗斯在奥运会的马术比赛中获得了两项冠军，这导致裁判被禁止参加奥运会。

## 即位
- 卫声公
- 燕桓公
- 宋辟公

## 出生
- 孟子孟軻，戰國時代儒家代表人物。